# عوفرا
عوفرا (بالعبرية: עפרה‏) مستوطنة مجتمعية إسرائيلية تقع شمال شرق محافظة رام الله والبيرة بالضفة الغربية. أقيمت عام 1975 شمال مستوطنة بيت إيل على أراضي البلدات الفلسطينية سلواد ويبرود. يستوطن فيها أكثر من 3,607 مستوطن حسب الإحصاء الإسرائيلي عام 2017، وتتبع إدارياً مجلس ماتي بنيامين الإقليمي.